# Alfa Romeo 16C Bimotore
Alfa Romeo 16C Bimotore är en tävlingsbil, tillverkad av det italienska tävlingsstallet Scuderia Ferrari 1935.

## Utveckling
Alfa Romeo hade dominerat Grand prix-racingen i början av 1930-talet, men från säsongen 1934 hade fabriksteamet Scuderia Ferrari fått allt hårdare konkurrens från de statsunderstödda tyska Silverpilarna. För att matcha de tyska bilarna byggde Ferraris konstruktör Luigi Bazzi en P3:a med dubbla motorer. Förutom den ordinarie motorn framtill hade bilen en andra motor placerad bakom föraren. De två motorerna var kopplade till en gemensam växellåda. Därifrån överfördes kraften till bakaxeln.via två kardanaxlar som på övriga P3:or.

## Tekniska data
| Tekniska data         | Bimotore                                         |
| --------------------- | ------------------------------------------------ |
| Motor:                | 2 st 8-cylindriga radmotorer                     |
| Cylindervolym:        | 2x 2905 cm³                                      |
| Borrning x slaglängd: | 68 x 100 mm                                      |
| Max effekt:           | 2x 255 hk                                        |
| Ventilstyrning:       | 2 överliggande kamaxlar, 2 ventiler per cylinder |
| Överladdning:         | Roots-kompressor                                 |
| Växellåda:            | 3-växlad manuell                                 |
| Chassi:               | Lådbalksram                                      |
| Hjulupphängning fram: | Individuell typ Dubonnet, skruvfjädrar           |
| Hjulupphängning bak:  | Stel bakaxel, längsgående bladfjäder             |
| Bromsar:              | Hydrauliska trumbromsar                          |
| Hjulbas:              | 280 cm                                           |
| Torrvikt:             | 1000 kg                                          |

## Tävlingsresultat
Scuderia Ferrari tävlade med Bimotore under säsongen 1935 men modellen blev inte den framgång man hoppats på. Dåtidens däck höll inte för kraften från de två motorerna. Bästa resultatet blev en andraplats för Louis Chiron i Avusrennen.
I juni 1935 satte Tazio Nuvolari hastighetsrekord på allmän väg, när han körde sträckan Florens - Livorno med en snitthastighet på 323 km/h i en specialpreparerad Bimotore.